# حكومة سمير الرفاعي الرابعة
حكومة سمير الرفاعي الرابعة هي الحكومة الرابعة والثلاثون من حكومات المملكة الأردنية الهاشمية. كلّف الملك الحسين بن طلال سمير الرفاعي بتشكيل حكومة جديدة في 9 يناير 1956، بعد استقالة إبراهيم هاشم. واستمرت في العمل حتى استقالتها في 20 مايو 1956.

## أعضاء الحكومة
| التسلسل | الاسم                          | المهام الوزارية                                                   |
| ------- | ------------------------------ | ----------------------------------------------------------------- |
| 1       | دولة السيد سمير الرفاعي        | رئيس الوزراء، وزير الداخلية.                                      |
| 2       | دولة السيد ابراهيم هاشم        | نائبا لرئيس الوزراء ووزير الدولة                                  |
| 3       | السيد فلاح المدادحه            | وزير العدلية والدفاع                                              |
| 4       | السيد خلوصي الخيري             | وزير الاقتصاد                                                     |
| 5       | السيد انسطاس حنانيا            | وزير التجارة والانشاء والتعمير                                    |
| 6       | السيد هاشم الجيوسي             | وزير المالية                                                      |
| 7       | السيد سابا العكشه              | وزير البرق والبريد والطيران المدني، وزير الأشغال العامة بالوكالة. |
| 8       | دولة الدكتور حسين فخري الخالدي | وزير الخارجية                                                     |
| 9       | الدكتور مصطفى خليفه            | وزير الصحة والشؤون الاجتماعية                                     |
| 10      | السيد ضيف الله الحمود          | وزير المعارف والزراعة                                             |